# À propos de

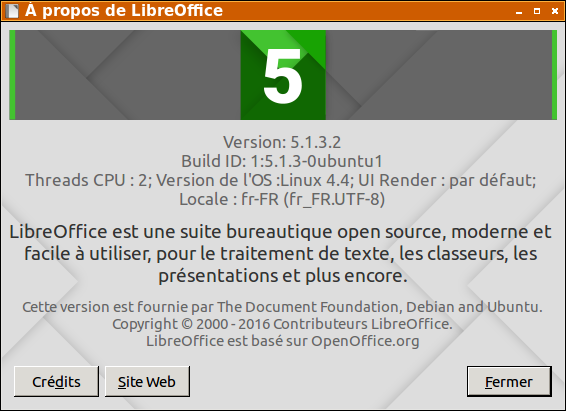
Capture d'écran de la fenêtre "à propos" de la suite bureautique LibreOffice en français, qui inclut un résumé de ce que fait ce logiciel.

À propos de est une fonctionnalité proposée par la plupart des logiciels pour afficher des informations qui leur sont relatives, généralement dans une boîte de dialogue.
Typiquement, ces informations sont :
- le nom complet du logiciel ;
- sa version exacte ;
- sa date de sortie ;
- le nom des collaborateurs qui l'ont développé, et celui de la société au sein de laquelle ils l'ont fait ;
- des mentions juridiques (licence, droit d'auteur, respect de la vie privée de l'utilisateur, brevets) ;
- un logo ;
- une adresse électronique, un hyperlien vers le site web du logiciel ou de la société qui l'édite ;
- un résumé de ce que fait le logiciel ;
- des informations sur l'enregistrement du produit (pour les sharewares) ;
- parfois, des easter eggs.

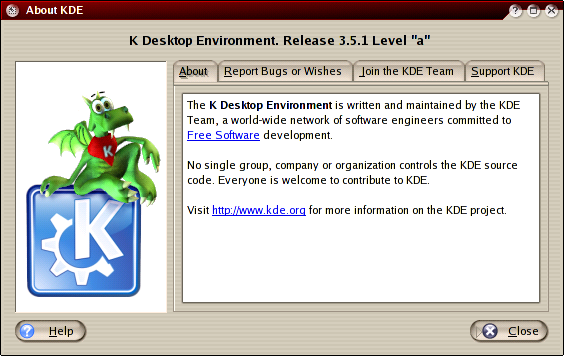
La boîte de dialogue À propos de dans KDE 3.5.1a met en scène Konqi, la mascotte de l’environnement de bureau. En langue anglaise, la convention est d'appeler "About" la fenêtre "A propos de"

Cette boîte de dialogue est le plus souvent accessible par le menu d'aide, et identifiée sous le titre « À propos », « À propos de » ou « À propos de [nom du logiciel] », parfois suivi de points de suspension.
Historiquement, ce concept vient du premier système d'exploitation Macintosh, où À propos de était le premier item du menu accessible par le logo d'Apple.
On trouve également une telle page sur de nombreux sites web (voir par exemple la page À propos de Wikipédia).
Cette pratique trouve en équivalent l'étiquette pour les produits, l'ours dans l'imprimerie, le générique dans le domaine audiovisuel, la pochette pour les disques…